# 公開市場操作
公開市場操作（こうかいしじょうそうさ、英: open market operation）とは、金融市場で、中央銀行が国債・社債・手形・上場投資信託・REITなどの有価証券を売買することによって、マネタリーベースの量を操作しマネーサプライや金利を調整する金融政策の一手段。単にオペレーションあるいは略してオペとも呼ばれる。
公開市場操作は目標を決めてから行うため、その影響が予測しやすい。公開市場操作が効果を上げるためには債券市場が発達していることが必要である。

## 手法

### 資金供給オペレーション（買いオペレーション）
中央銀行が銀行から国債などを買うことを言う。代金が中央銀行から銀行に支払われ、通貨量が増える。景気の低迷で金融市場への資金供給量が少なくなった時や、海外の金融状態が不安定であると言った理由で国内銀行が海外金融機関への資金供給を渋る事で資金供給量が少なくなった時に行われる。供給量が増えることで金利を下げる効果がある。供給量が多くなる事で金融機関は資金調達ができ、金融機関は調達した資金を企業や個人に供給する為、金融緩和に似た効果がある。
日本銀行では以下の種類の資金供給オペレーションを行っている。
- 共通担保資金供給オペ - 金融資産を担保として資金供給
- 国債買入
- 国庫短期証券買入
- コマーシャルペーパー・社債買入
- 国債買現先オペ
- CP等買現先オペ

購入代金は取引を仲介している銀行の日銀当座預金に振り込まれる。民間金融機関は日本銀行の要求を必ずしも受け入れる必要は無く、判断は民間金融機関が行い応札するため、札割れも起きうる。

#### ETF J-REIT買い入れ
日銀は、金融調節の一層の円滑化を図る趣旨から2010年10月28日から2024年3月19日まで ETF・J-REIT買入を行っていた。これは、信託銀行を窓口に市場から買い入れを行うものである。　
ETFの買い付け対象は東証株価指数(TOPIX)等に連動したものである。このETFは指定参加者(特定の証券会社)が東証株価指数を構成する株式を拠出することで受益証券を設定して市場に放出するものである。つまり間接的に東証に上場する株式を買い入れていることとなる。

### 資金吸収オペレーション（売りオペレーション）
中央銀行が銀行に国債などを売ることを言う。代金が銀行から中央銀行に支払われ、通貨量が減る。
日本銀行では以下の種類の資金吸収オペレーションを行っている。
- 手形売出オペ
- 国債売現先オペ
- 国庫短期証券売却オペ